# Projektträger Karlsruhe
Der Projektträger Karlsruhe (PTKA) wurde 1971 gegründet und ist eine unabhängige Dienstleistungseinheit in der öffentlichen Forschungsförderung des Karlsruher Institut für Technologie (KIT). Im Auftrag von Bundes- und Landesministerien betreut PTKA Fördermaßnahmen und Innovationsprozesse in den Kompetenzfeldern Produktion, Dienstleistung, Arbeit, Wasser, Entsorgung sowie Umwelt und Energie. Dabei stützt er sich auf 140 Mitarbeiterinnen und Mitarbeiter aus den Ingenieurs- und Naturwissenschaften, Sozial- und Geisteswissenschaften, Wirtschafts- und Rechtswissenschaften, der Verwaltungswissenschaft sowie aus verschiedenen kaufmännischen Berufen.

## Kompetenzfelder
Die fachlichen Kompetenzen des Projektträgers Karlsruhe liegen in den Bereichen Produktion, Dienstleistung, Arbeit, Wasser, Entsorgung und Umwelt & Energie.

## Aufgaben
Die Kernaufgabe des Projektträger Karlsruhe als Dienstleister besteht darin, seine Auftraggeber bei der programmgebundenen Projektförderung und Verbreitung von Forschungsinteressen zu unterstützen.
Die Aufgaben umfassen den gesamten Lebenszyklus von der Analyse und Gestaltung neuer Fördermaßnahmen bis zur Begleitung laufender Forschungsprojekte.

## Standorte
Der Projektträger Karlsruhe ist eine unabhängige Dienstleistungseinheit des Karlsruher Institut für Technologie (KIT), die mit dem Hauptstandort am Campus Nord angesiedelt ist. Weitere Standorte befinden sich im Technologiepark in Karlsruhe und am KIT Standort in Dresden.

## Nationale Forschungsförderung
Der Projektträger Karlsruhe setzt Forschungs- und Förderprogramme für Auftraggeber aus öffentlicher Hand, sowohl auf Bundes-, als auch auf Landesebene, um.

### Aktuelle Förderprogramme
Für seine Auftraggeber setzt der Projektträger Karlsruhe zahlreiche Förderprogramme bzw. Teile dieser Programme um. Dazu gehören unter anderem:
- Innovationen für die Produktion, Dienstleistung und Arbeit von morgen
- Forschung für Nachhaltige Entwicklung (FONA)
- 6. Energieforschungsprogramm
- Baden-Württemberg-Programm Lebensgrundlage Umwelt und ihre Sicherung (BWPLUS)

## Internationale Forschungsförderung
Der Projektträger Karlsruhe nimmt eine Vielzahl internationaler Aufgaben wahr und unterstützt seine Auftraggeber im Rahmen nationaler und internationaler Netzwerke.
- Bilaterale wissenschaftlich-technologische Kooperationen
- Nationale Kontaktstelle Produktion
- Europäische Forschungsinitiative EUREKA
- Eurostars
- ERA-NET
- Endlagerung hochradioaktiver Abfälle
- Young Scientists Exchange Program (YSEP)